# Carlos Collado
Carlos Collado Mena, né le 12 juillet 1938 à Orléans, est un homme politique espagnol membre du Parti socialiste ouvrier espagnol (PSOE). Il est président de la région de Murcie entre 1984 et 1993.

## Biographie

### Une jeunesse entre la France et l'Espagne
Il naît à Orléans en 1938, sa famille ayant fui la Guerre civile. Sa mère tourne avec lui en Espagne, à Lorca, en 1940. Il y accomplit ses premières études, mais retourne un temps en France, à Biarritz, pour raisons professionnelles.

### Un parcours d'enseignant
Il obtient en 1965 une licence en philosophie et lettres à l'université complutense de Madrid. Il devient l'année d'après professeur à l'école des assistants techniques sanitaires (ATS) de la faculté de médecine de l'université.
Il est affecté en 1969 au lycée Carlos III d'Águilas, dans la province de Murcie, où il enseigne la philosophie. Il y enseigne jusqu'en 1978, quand il rejoint le corps enseignant du lycée Alphonse X de la ville de Murcie. Dès 1979, il est placé en disponibilité.

### Président de l'Assemblée régionale de Murcie
Membre du PSOE, il est élu conseiller municipal d'Águilas en 1979. Il prend ensuite la présidence de la députation provinciale. Le 16 juillet 1982, Carlos Collado est élu avec 21 voix favorables président de l'Assemblée régionale de Murcie provisoire.
Au cours des élections autonomiques du 8 mai 1983, il est élu député de la première circonscription. Lors de l'ouverture de la législature le 28 mai, il est élu à l'unanimité des 43 parlementaires président de l'Assemblée régionale, à 44 ans.

### Président de la région de Murcie
À la suite de la démission d'Andrés Hernández Ros le 9 mars, compromis dans une crise politique, il est choisi par le Parti socialiste de la région de Murcie-PSOE (PSRM-PSOE) pour prendre sa suite. Il se présente alors devant les députés le 27 mars avec un discours tourné vers une gestion rigoureuse des finances publiques régionales, annonçant qu'il renonce à créer une télévision publique autonomique. Carlos Collado est investi président de la région de Murcie par 26 voix pour, 14 voix contre et 1 abstention. Il est officiellement nommé le 31 mars.
Chef de file aux élections autonomiques du 10 juin 1987, il remporte 44,1 % des suffrages exprimés et 25 députés sur 45, conservant la majorité absolue socialiste à l'Assemblée. Il est investi pour un deuxième mandat à la présidence de la communauté autonome le 20 juillet par 25 voix pour, 17 voix contre et 2 abstentions. Il est officiellement reconduit le 23 juillet. Le 24 avril 1988, il est élu secrétaire général du PSRM-PSOE avec 81,2 % des suffrages exprimés, sa liste de candidats pour le comité régional recevant le soutien de 65,7 % des voix, contre 31,8 % pour celle de son prédécesseur, Enrique Amat. À peine deux ans plus tard, sa liste est battue de trois bulletins de vote par celle représentant ses opposants internes, mais le chef de cette dernière souhaite le maintien de Collado dans ses fonctions. Il est finalement remplacé par Juan Manuel Cañizares.
Au cours des élections autonomiques organisées le 26 mai 1991, les socialistes qu'il conduit sont une fois encore vainqueurs, totalisant 45,7 % des suffrages et 24 députés sur 45. L'Assemblée le réinvestit président de la région de Murcie le 21 juin par 24 voix pour, 17 voix contre et 4 abstentions.

### Démission et fin de carrière
Le 9 mars 1993, alors que l'Assemblée régionale débute l'examen d'une motion de censure déposée par le Parti populaire de la région de Murcie (PPRM), le tribunal supérieur de justice remet au parquet une enquête établie par une commission parlementaire et l'accusant de prévarication dans la vente des terrains « Casa Grande » à une entreprise privée. Si le groupe parlementaire socialiste vote contre la motion du PP le 10 mars, il n'exprime qu'un soutien timide à Collado, dont le nom n'est pas prononcé en tribune par le porte-parole Ramón Ortiz. À peine un mois plus tard, le secrétaire général du PSRM-PSOE Juan Manuel Cañizares, le porte-parole de la direction régionale du parti et le président de l'Assemblée régionale Miguel Navarro l'appellent publiquement à remettre sa démission.
Il dépose son courrier officiel de démission aux services de l'Assemblée régionale le 19 avril suivant, le PSRM-PSOE ayant choisi la vice-présidente du parlement autonomique María Antonia Martínez pour lui succéder. Il est officiellement relevé de ses fonctions le 3 mai.
Il sera définitivement mis hors de cause pour « l'affaire Casa Grande » par le Tribunal des comptes en 1997.

### Vie privée
Marié, il est père de trois enfants.